# Ashokan Farewell
 (août 2023).
 (août 2023).
La mise en forme du texte ne suit pas les recommandations de Wikipédia : il faut le « wikifier ».
Les points d'amélioration suivants sont les cas les plus fréquents. Le détail des points à revoir est peut-être précisé sur la page de discussion.
- Les titres sont pré-formatés par le logiciel. Ils ne sont ni en capitales, ni en gras.
- Le texte ne doit pas être écrit en capitales (les noms de famille non plus), ni en gras, ni en italique, ni en « petit »…
- Le gras n'est utilisé que pour surligner le titre de l'article dans l'introduction, une seule fois.
- L'italique est rarement utilisé : mots en langue étrangère, titres d'œuvres, noms de bateaux, etc.
- Les citations ne sont pas en italique mais en corps de texte normal. Elles sont entourées par des guillemets français : « et ».
- Les listes à puces sont à éviter, des paragraphes rédigés étant largement préférés. Les tableaux sont à réserver à la présentation de données structurées (résultats, etc.).
- Les appels de note de bas de page (petits chiffres en exposant, introduits par l'outil «  Source ») sont à placer entre la fin de phrase et le point final[comme ça].
- Les liens internes (vers d'autres articles de Wikipédia) sont à choisir avec parcimonie. Créez des liens vers des articles approfondissant le sujet. Les termes génériques sans rapport avec le sujet sont à éviter, ainsi que les répétitions de liens vers un même terme.
- Les liens externes sont à placer uniquement dans une section « Liens externes », à la fin de l'article. Ces liens sont à choisir avec parcimonie suivant les règles définies. Si un lien sert de source à l'article, son insertion dans le texte est à faire par les notes de bas de page.
- La présentation des références doit suivre les conventions bibliographiques. Il est recommandé d'utiliser les modèles {{Ouvrage}}, {{Chapitre}}, {{Article}}, {{Lien web}} et/ou {{Bibliographie}}. Le mode d'édition visuel peut mettre en forme automatiquement les références.
- Insérer une infobox (cadre d'informations à droite) n'est pas obligatoire pour parachever la mise en page.

Pour une aide détaillée, merci de consulter Aide:Wikification.
Si vous pensez que ces points ont été résolus, vous pouvez retirer ce bandeau et améliorer la mise en forme d'un autre article.

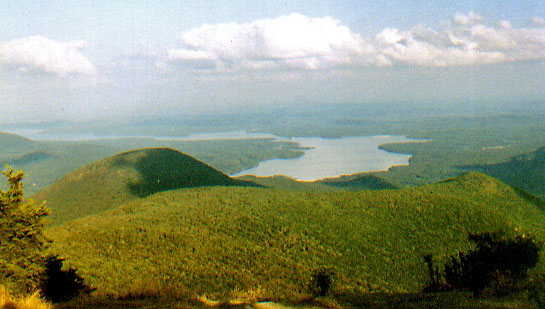
Le réservoir d'Ashokan, situé dans le comté d'Ulster, New York, États-Unis.

Ashokan Farewell /əˈʃ oʊˌkæn/ est une musique composé par le musicien folk américain Jay Ungar en 1982. Pendant de nombreuses années, elle servit de valse d'adieu ou de bonne nuit aux annuelles « Fêtes de dance et violon d'Ashokan », dirigés par Ungar et sa femme Molly Mason, qui donna son nom à l'air, au campus Ashokan de l'Université d'État de New York de New Paltz (maintenant l'Ashokan Centre) dans le nord de l'État de New York.
L'air fut utilisé comme thème principal de la mini-série télévisée PBS de 1990 The Civil War. Malgré sa date de composition tardive, il fut inclus dans la compilation Songs of the Civil War de 1991.

## Contexte
Le morceau est une valse en ré majeur, composée dans le style d'un lamento écossais (comme « Lament for His Second Wife » de Niel Gow par exemple). Jay Ungar décrivit la chanson comme issue d'un « sentiment de perte et de nostalgie » après la fin des fêtes annuelles de musique et de danse d'Ashokan. L'arrangement le plus célèbre du morceau commence par un violon solo, plus tard accompagné d'une guitare et d'une contrebasse. Un autre arrangement, mettant en vedette Ungar, Mason et leur groupe familial, est interprété avec deux violons, une guitare acoustique et un banjo, la pièce commençant par un violon solo.
Avant son utilisation comme thème de la série télévisée, « Ashokan Farewell » fut enregistré sur Waltz of the Wind, le deuxième album du groupe Fiddle Fever. Ungar et Mason faisaient partie des musiciens. Ashokan était le nom d'un ancien village de la région de Catskill qui est maintenant principalement couvert par le réservoir d'Ashokan.

## Utilisation dans la série documentaireThe Civil War
En 1984, le cinéaste Ken Burns est ému par la musique après l'avoir entendue. Il l'utilise dans deux de ses films documentaires : Huey Long (1985) et The Civil War (1990), qui présente l'enregistrement original de Fiddle Fever au début du film. The Civil War porte une plus grande attention sur le morceau. Il est joué 25 fois tout au long de la série de 11 heures, y compris lors de la lecture émouvante de la lettre de Sullivan Ballou à sa femme dans le premier épisode, et pendant le discours de Gettysburg par exemple. La musique représente près d'une heure de film. Les téléspectateurs de The Civil War croient souvent que la mélodie est un air traditionnel de l'époque de la guerre de sécession, en réalité, c'est la seule composition moderne de la bande originale du film, toutes les autres musiques étant d'authentiques morceaux du XIXe siècle.
À la suite du succès de la série et de l'album de sa bande originale, le morceau sort en single joué par Elektra Nonesuch, accompagné de l'enregistrement de « la lettre de Sullivan Ballou » mettant en vedette le narrateur David McCullough et l'acteur Paul Roebling lisant les mots de Ballou. Il bénéficia ensuite de temps d'antenne sur certaines stations de radio country, opportun alors que les États-Unis entamèrent l'opération Desert Storm. Carol Yaple, directrice des relations avec les médias d'Elektra Nonesuch, déclara au magazine Billboard : « Je pense que [Ashokan Farewell] était le thème auquel les gens pouvaient en quelque sorte relier l'identité de la série. Cependant... [la bande son de la série] concerne vraiment toute cette période. Il n'y a vraiment rien de sexy ou de contemporain là-dedans, sauf qu'elle fut attaché à cette série et que c'est de la bonne musique, certainement ».
La chanson fut ensuite utilisée dans l'épisode de Louie « The Road : Part II », où Louie s'habille dans un uniforme de la guerre de sécession pour une photographie ancienne.
Plus récemment, la musique fut utilisée dans la première 2018 de la série télévisée Yellowstone.

## Autres versions
La musique fut reprise et réenregistrée de nombreuses fois :
- 1992 - Le violoniste du Cap-Breton Jerry Holland interpréta la mélodie sur son album The Fiddlesticks Collection.
- 1993 - Le violoniste country Mark O'Connor sortit Heroes, contenant un duo intitulé « Ashokan Farewell » avec Pinchas Zukerman[6].
- 1994 - Duo de guitares acoustiques Wind Machine sur leur album A Show of Hands.
- 1994 - Le guitariste Bluegrass Tony Rice l'a repris lors de sa sortie Live.
- 1994 - Priscilla Herdman la publia également sur Forever and Always, avec des paroles de Grian Mac Gregor. Ungar et Mason l'accompagnaient.
- 1994 - Le guitariste folk Tommy Emmanuel l'enregistre sur son album Terra Firma avec son frère Phil Emmanuel. Il fait également une version de la chanson avec son groupe qui comprend des percussions de la période de la guerre de sécession, une contrebasse et une deuxième guitare d'harmonie.
- 1996 - LeRoy Mack sur l'album LeRoy Mack And Friends.
- 1997 - James Galway et Phil Coulter, avec James Galway à la flûte.
- 1997 – Joe Trio (Allen Styles, Cameron Wilson et Laura McPheeters) sur l'album A Cup of Joe.
- 1997 - L'Adagio Trio l'enregistre sur l'album Stillpoint arrangé pour violoncelle, harpe et flûte.
- 2001 – Une reprise apparaît sur l'enregistrement pour piano solo de Chuck Leavell, Forever Blue.
- 2002 - Le guitariste solo de fingerstyle Larry Pattis joue une version émouvante en accordage DADGAD sur son album « Hands of Time ».
- 2002 - Le groupe Americana Scythian sur l'album Dance at the Crossroads.
- 2003 - Le groupe de duo de violon « Duel » composé de Greg Scott et Craig Owen sortit une couverture de Ashokan Farewell sur leur 1er album intitulé « DUEL » l'album fit classé numéro 1 dans les charts classiques britanniques pendant plusieurs semaines.
- 2005 - L'ensemble musical irlandais entièrement féminin Celtic Woman sortit une reprise de Máiréad Nesbitt (violon/violoncelle) dans leur premier album et enregistrement DVD live du même nom.
- 2006 - Time for Three le repris sur We Just Burned this for You, enregistré en direct à la Bowling Green State University, Ohio le 13 janvier.
- 2008 - Le groupe vocal britannique Blake reprit la chanson pour leur premier album éponyme.
- 2008 - Le violoniste de Dakota du Nord Loy Larson l'interprète sur son album Loy Larson, On Track. Il interprète tous les instruments entendus dans le morceau et toutes les musiques de l'album.
- 2011 - Keith Kenniff, sous son surnom Goldmund, reprit la chanson sur son album All Will Prosper.
- 2011 - The Band Of Her Majesty's Royal Marines publia une reprise d'Ashokan Farewell.
- 2011 - The Ebony Hillbillies sur leur album Barefoot and Flying.
- 2011 – Circa Paleo sur leur album Tideland.
- 2012 – Muckle Flugga sur leur album Back To The Light.
- 2012 - 2013 - Dans la série télévisée Copper de la BBC America[7], qui se déroule dans le Five Points de New York en 1864, près de 120 ans avant que la mélodie ne soit écrite.
- 2013 - Sur l'album Strike the Tent, le Second South Carolina String Band reprend la chanson.
- 2013 - La violoniste électrique Bridgid Bibbens reprit la chanson sur son premier album Sugar&Steel.
- 2013 - Interprété par le violoniste solo Major John Perkins de The Band of Her Majesty's Royal Marines. 36e au Hall of Fame de Classic FM (Royaume-Uni)[8].
- 2013 – Burning Bridget Cleary sur leur album Pressed for Time.
- 2013 - Broderick & Broderick, sur leur EP éponyme, incluent un morceau intitulé « Ashokan Farewell ».
- 2014 - Nicola Benedetti : Homecoming, Rory MacDonald & BBC Scottish Symphony Orchestra, soliste Nicola Benedetti, Decca.
- 2015 – Les Coal Creek Boys l'interprètent sur leur album Out West.
- 2015 - Une version remixée appelée Euler est utilisée dans la bande originale de la série télévisée animée japonaise Owarimonogatari, composée par Kei Haneoka[9].
- 2019 - Jenny Oaks Baker en interprète un arrangement de Kurt Bestor avec l'orchestre philharmonique du Lyceum, filmé en extérieur, accompagné par la lettre d'adieu de Sullivan Ballou du documentaire « The Civil War » lu tout du long[10].
- 2019 - James Dunne clôtura son album Family Songs, Vol.1 avec mandoline, harmonica, guitare et violon[11].
- 2021 - Valentina Lisitsa au piano, enregistré par Music Lab Collective, sur l'album Classical Chill sorti le 2 juin 2021.